# Mangosutu Buthelezi
Inkosi Mangosuthu Buthelezi (27 de agosto de 1928-9 de septiembre de 2023) fue un político zulú sudafricano que fundó el Inkatha Freedom Party (IFP) en 1975. Aunque lideró su partido hasta 2019, es especialmente famoso por encabezar la comisión Buthelezi, que le dio credibilidad y lanzó su cruzada por cambios morales y que fue ampliamente adoptada por los políticos sudafricanos luego de la era de Thabo Mbeki.

## Sus inicios
Mangosuthu nació en 1928, en Mahlabathini, KwaZulu-Natal, hijo del Jefe Mathole Buthelezi y la Princesa Magogo kaDinizulu, hermana del rey Solomon kaDinuzulu. Desde 1933 hasta 1943 recibió educación en la escuela primaria Impumalanga, Mahashini, Nongoma, posteriormente desde 1944 hasta 1947 concurre al Adams College en Amanzimtoti.
Mangosuthu estudió en la Universidad de Fort Hare entre 1948 a 1950, cuando se enrola en la Liga de la Juventud del African National Congress y toma contacto con Robert Mugabe y Robert Sobukwe. Fue expulsado de la universidad luego de los boicots de los estudiantes. Posteriormente completa sus estudios en la Universidad de Natal.

## Trayectoria como Jefe
Buthelezi heredó la jefatura de la gran tribu Buthelezi en 1953 (un cargo que ocupa actualmente), aunque no sin ciertas controversias — ya que su hermano mayor Mceleli debería haber ocupado dicho cargo sino fue porque tenía pleitos con la justicia.
En 1970, Buthelezi fue designado líder de la Autoridad territorial KwaZulu y en 1976 se convirtió en Ministro jefe del cuasi independiente Bantustán de KwaZulu. El Black Consciousness Movement emergente de la década de 1970 lo catalogó como un colaboracionista con el régimen del apartheid, a causa de su fuerte tendencia anticomunista. Sin embargo, en forma sistemática él se negó a considerar la independencia de su terruño (homeland) y entrar en tratativas políticas hasta que Nelson Mandela fue liberado de prisión y el Congreso Nacional Africano tuvo carácter legal.

## Inkatha Freedom Party
En 1975 Buthelezi fundó el IFP con la bendición del Congreso Nacional Africano (ANC), pero en 1979 se separó del ANC y su relación con el ANC se deterioró rápidamente. Es partidario de la creación de una Alianza negra sudafricana, nacionalista y tribalista, contra el carácter multirracial del ANC.
Oliver Tambo entonces el presidente del ANC en el exilio lo convence sobre la conveniencia de revivir el movimiento cultural. A mediados de la década de 1970 era evidente que existían serias discrepancias entre numerosos miembros del Black Consciousness Movement y las políticas que impulsaba Buthelezi. Por ejemplo, durante el funeral de Robert Sobukwe se le prohibió que concurriera a la misa ya que ellos lo acusaban de que él era un prominente colaborador del gobierno nacionalista. En 1979 Inkosi Buthelezi y el Inkatha Yenkululeko Yesizwe, como era llamado en aquella época, cortaron sus lazos con el cuerpo principal del ANC dado que el ANC apoyaba estrategias militares que empleaban a Umkhonto we Sizwe, Lanza de la Nación. La reunión que se realizó en Londres entre las dos organizaciones fracasó en el intento por acercar posiciones y limar asperezas.
En 1982 Buthelezi se opuso al plan del gobierno de ceder la región de Ingwavuma en el norte de Natal al gobierno de Suazilandia. Las cortes fallaron a su favor sobre la base que el gobierno no había aplicado su propia acta constitucional negra de 1972, que requería que la gente de la región fuera consultada. A mediados de la década de 1970 y 1980 realiza gestiones para el establecimiento de centros para entrenamiento de maestros y enfermeras. Le solicitó a su gran amigo y aliado Harry Oppenheimer, que estableciera a la empresa Mangosuthu Technikon en Umlazi, al sur de Durban.
Inkatha quedó en tercer lugar en las primeras elecciones democráticas de 1994 con un 10,54 %, lo que le dio derecho a participar en el gobierno de unidad nacional, en el que Buthelezi desempeñó el cargo de ministro del Interior. Además, su partido obtuvo la mayoría en la asamblea provincial de KwaZulu-Natal. Sin embargo, en posteriores elecciones, el apoyo popular de Inkatha ha ido declinando.

## Fallecimiento
El 1 de agosto de 2023, Buthelezi fue hospitalizado debido a problemas de su espalda. Posteriormente fue dado de alta del hospital el 2 de septiembre, y murió el 9 de septiembre en su casa en Ulundi, a la edad de 95 años.

## Obra
- A Biography of Ben Temkin Frank Cass. Londres, Portland, Or 2003
- Role of a Foreign Direct Investment in South Africa's Foreign Trade Policy Publication 1999
- Buthelezi: The Biography Co-Authored 1988
- South Africa: Anatomy of Black-White Power-Sharing Collected speeches in Europe 1986
- Usuthu! Cry Peace! Co-Author Wessel de Kock 1986
- The Constitution an article in Leadership in SA 1983
- Der Auftrag des Gatsha Buthelezi Friedliche Befreiung in Südafrika? Biography Contributor 1981
- South Africa: My Vision of the Future Book Weidenfeld and Nicholson, Londres1980
- Power is Ours Book 1979
- Gatsha Buthelezi: Zulu Statesman Biography Contributor Ben Tempkin 1976
- Viewpoint: Transkei Independence Book Author Black Community Programmes 1976
- Prof ZK Mathews: His Death, The South African Outlook Book Lovedale Press 1975
- Inkatha Book Reality 1975 bi-weekly column syndicated to SA morning newspapers Author 1974
- KwaZulu Development Black Community Programmes 1972

## Casamiento
Se casó el 2 de julio de 1952 con Irene Audrey Thandekile Mzila, teniendo tres varones y cinco mujeres:
- Princesa Phumzile Buthelezi, 1953. Madre del Príncipe Nkosinathi Buthelezi (muerto en 2002 en un siniestro vehicular) y del Príncipe Bongimpumeleo Khumalo
- Príncipe Zuzifa Buthelezi, 1955. Padre de las Princesas Nokuthula Buthelezi y Zakhithi Buthelezis
- Princesa Mandisi Sibukakonke Buthelezi, fallecida de HIV/SIDA 5 de agosto de 2004, y un hijo, Príncipe Zamokuhle.[6]
- Princesa Mabhuku Snikwakonke Buthelezi, 1957-1966
- Princesa Lethuxolo Buthelezi, 1959-2008 en siniestro vehicular.[7] La sobrevive la Princesa Latoya Buthelezi, cantante que usa el nombre artístico de Toya Delazy[8]
- Príncipe Nelisuzulu Benedict Buthelezi, 1961-2004, por HIV/SIDA. Lo sobrevive las Princesas Mongezi, Sibonelo y Simingaye Buthelezi
- Príncipe Phumaphesheya Buthelezi, 1963. Padre del Príncipe Nkululeko, Princesas Nqobile y Sphesihle Buthelezi
- Princesa Sibuyiselwe Angela Buthelezi, 1969. Madre de la Princesa Ntandoyenkosi Nkeiruka Buthelezi